# The Shape of Things to Come
The Shape of Things to Come ist ein 1933 erschienenes Werk von H. G. Wells. Der Roman stellt ein fiktionales Geschichtsbuch aus dem Jahre 2106 dar. Der Autor betrachtet darin die Zeitgeschichte seiner damaligen Gegenwart und stellt Spekulationen über die Entwicklung der Welt bis ins Jahr 2106 an.

## Beschreibung
Wells hat auf der Metaebene eine Rahmengeschichte um das Buch gewoben, indem er behauptete, das Buch sei die von ihm kompilierte Fassung von wahren Aufzeichnungen eines wichtigen Diplomaten, Dr. Philip Raven, der Visionen von einem Geschichtsbuch gehabt habe, das erst im Jahr 2106 veröffentlicht werden würde (siehe: Herausgeberfiktion).
Im Buch scheint Wells’ Glaube an eine Weltregierung durch, die die Probleme der Menschheit lösen könne. Wells hat den Ausbruch eines Zweiten Weltkrieges zutreffend vorausgesagt, dessen Ende jedoch erst für die 1960er Jahre angesetzt und vermutet, dass er nur durch eine Seuche enden könne, die fast die ganze Zivilisation zerstören würde. Wells sieht außerdem eine „wohlwollende Diktatur“ voraus – „The Dictatorship of the Air“.
Diese Diktatur, die aus den Mächtigen derjenigen Transportsysteme, die die Katastrophe überstanden hätten (Diese Mächtigen wären die einzigen, die noch globale Macht hätten), bestehe, würde
1. die Wissenschaft fördern,
2. Basic English als lingua franca propagieren,
3. jegliche Religion ausrotten,
4. der Welt den Weg ebnen, zu einem friedvollen Utopia zu werden.

Missbilligte politische Gegner, die eliminiert werden müssten, hätten eine Chance, es den alten Philosophen Sokrates und Seneca dem Jüngeren gleichzutun und in einer ihnen angenehmen Umgebung eine Giftpille einzunehmen.
Schließlich, nach einem Jahrhundert des Die-Menschheit-Umformens, würde die Diktatur in einem unblutigen Putsch gestürzt werden, und die vorhergehenden Herrscher würden in den wohlverdienten Ruhestand geschickt. Die Weltregierung würde „wegschrumpfen“. Der letzte Teil des Buchs ist eine detaillierte Beschreibung der utopischen Welt, die man heraufdämmern spüren würde; dies erinnert an Edward Bellamys Looking Backward.

## Voraussagen

### Polnischer Korridor als Ausgangspunkt für einen Zweiten Weltkrieg
Wells kritisiert, schon Anfang der 1930er Jahre und noch vor Hitlers Machtergreifung, den Polnischen Korridor zutreffenderweise als eine der zukünftigen Ursachen des Zweiten Weltkrieges:

„Um das Wasser der Weichsel so rein und süß für Polen zu erhalten wie es die Existenz von Danzig an der Mündung erlaubte, legten die Friedenstifter die Weichsel-Grenze zwischen Polen und Ostpreußen nicht wie üblich in die Strommitte, sondern ein Stück landeinwärts auf ostpreußischer Seite (Jacques Kayser, La Paix en Péril, 1931 ). So daß die ostdeutsche Bevölkerung, der Bauer, der Fischer, der Schäfer der seine Herde zur Tränke führen will, durch eine Reihe Grenzpfähle und ein polnisches Gewehr in Sichtweite des Flusses aufgehalten wurde.

Innerhalb eines Dutzend Jahren nach Unterzeichnung des Vertrags von Versailles war der Polnische Korridor klar der gefährlichste Faktor in der europäischen Lage. Er verhöhnte jede Aussicht auf Abrüstung. Er wies die hypnotisierte und machtlose Staatskunst Europas direkt zur Fortsetzung des Krieges."

And to keep the waters of the Vistula as pure and sweet for Poland as the existence of Danzig at the estuary allowed, the peace-makers ran the Vistula boundary between Poland and east Prussia, not in the usual fashion midway along the stream, but at a little distance on the east Prussian side (Jacques Kayser, La Paix en Péril, 1931). So that the east German population, the peasant cultivator, the erstwhile fisherman, the shepherd with his flocks to water, was pulled up by a line of frontier posts and a Polish rifle within sight of the stream.
Within a dozen years of the signing of the Treaty of Versailles the Polish Corridor was plainly the most dangerous factor in the European situation. It mocked every projection of disarmament. It pointed the hypnotized and impotent statescraft of Europe straight towards a resumption of war.

### Von U-Booten abfeuerbare Rakete
Wells’ Buch macht eine exakte Voraussage über Raketen, die von U-Booten abgefeuert werden (s. U-Boot mit Marschflugkörpern / U-Boot mit ballistischen Raketen). Diesen wird eine ausschlaggebende Rolle während des Kalten Krieges zugerechnet. Obwohl die Sprengköpfe, die er „air torpedoes“ nannte, eher chemisch als atomar prophezeit werden, hat Wells die strategischen Vorzügen der Kombination Unterseeboot-Massenvernichtungswaffe erblickt – lange vor den militärischen Führern.
Die relevante Stelle (Kap. 4 des zweiten Buchs): „The raider submarines were specially designed as long-distance bases for gas warfare. They carried no guns nor ordinary fighting equipment. They had practically unlimited cruising range, and within them from five to nine aeroplanes were packed with a formidable supply of gas bombs. One of them carried thirty long-range air torpedoes with all the necessary directional apparatus. […] The smallest of these raiders carried enough of such stuff to ‚prepare‘ [Beschönigung im OT] about eight hundred square miles of territory. Completely successful, it could have turned the most of the London or New York of that time, after some clamour and running and writhing and choking, into a cityful of distorted corpses. These vessels made London vulnerable from Japan, Tokyo vulnerable from Dublin; they abolished the last corners of safety in the world.“
„Die Räuberunterseeboote waren speziell entworfen als Langstreckenbasen für die Gaskriegsführung. Sie trugen keine Geschütze, keine normale Kampfausstattung. Sie hatten praktisch unbegrenzte Reichweite für die Fahrt, und aus ihnen wurden fünf bis neun Flugzeuge mit einer gewaltigen Versorgung an Gasbomben beladen. Ein solches trug dreißig Langstrecken-Lufttorpedos mit allen erforderlichen Leitsystemen. […] Der kleinste dieser Räuber hatte genug Material, um ein Gebiet von etwa achthundert Quadratmeilen ‚zu bearbeiten‘ [Beschönigung im OT]. Bei vollem Erfolg hätte es fast das ganze London oder New York dieser Zeit, nach einigem Tumult, einiger Rennerei, Leiden und dem Ringen um Atem in eine Stadt voll verzerrter Leichen verwandelt. Diese Gefährte machten London verwundbar von Japan aus, Tokio verwundbar durch Dublin, sie beseitigten die letzten sicheren Ecken in der Welt.“ 
Genau wie er die Verwendung von Unterseebooten vorausgesehen hat, hat Wells auch korrekt vorausgesehen, dass diese angsteinflössenden Waffen nicht wirklich ausschöpfend praktisch genutzt würden, sondern zur Abschreckung der verschiedenen Mächte gegeneinander dienten (siehe: Mutual assured destruction – wechselseitig zugesicherte Zerstörung).

## Adaptionen
- Was kommen wird (Things to Come), ein Science-Fiction-Film von Regisseur William Cameron Menzies aus dem Jahr 1936.
- Delta III (The Shape of Things to Come), 1979, ein Science-Fiction-Film, der sehr lose auf der Vorlage gründet.